# صيفرية خيارية
صيفرية خيارية (الاسم العلمي: Flavobacterium cucumis) هي نوع من البكتيريا، سلبية الغرام، تتبع جنس صيفرية.